# Enrico Ceruti
Enrico Ceruti, auch Riccardo Fabio Ceruti (* 4. Mai 1806 in Cremona; † 21. Oktober 1883 ebenda), war ein italienischer Geigenbauer. Er war der Sohn des Geigenbauers Giuseppe Antonio Ceruti und der Enkel von Giovanni Battista Ceruti. Er gilt als der die Traditionen der Familie Ceruti und des Cremoneser Geigenbaus abschließende Instrumentenbauer.

## Leben und Werk
Enrico Ceruti wurde als Riccardo Fabio Ceruti in Cremona geboren, wurde aber als Enrico Ceruti im Umfeld des Geigenbaus bekannt, wie dies auch die beiden von ihm verwendeten Initialen „R.F.C“ und „E.F.C“ auf seinen Labeln bezeugen. Er wurde von seinem Vater ausgebildet und war auch wie dieser professioneller Kontrabass-Spieler. Enrico verließ das elterliche Haus und wurde 1830 in Cremona als Geigenbauer registriert. In den 1840er und 1850er Jahren stellte Enrico wohl gemeinsam mit seinem Vater Geigen her.
Nur wenige seiner Instrumente aus der Zeit vor 1840 sind auf uns überkommen. Generell sind Enrico Cerutis Violinen hoch akkurat, manchmal nach Vorbildern der Instrumente aus seiner Familie, manchmal nach eigenen Entwürfen gearbeitet. Ceruti warb in vielen europäischen Städten für seine Instrumente. Hohe Anerkennung erfuhr er allerdings nur in Italien. Dies hing wohl auch damit zusammen, dass er die in Frankreich und England im 19. Jahrhundert bevorzugten del Gesù-Modelle als Nachbauten in der Stradivari- und der Guarneri-Tradition nicht anbot. Stattdessen hatte er ein eigenes Modell entwickelt, das in der Traditionslinie seines Vaters und Urgroßvaters sowie in der Bergonzi-Tradition stand. Obwohl Enrico Ceruti bis in seine 70er Jahre hinein hoch produktiv arbeitete und sich intensiv mit alten Instrumenten von Luigi Tarisio und Jean Baptiste Vuillaume befasste, konnte er mit seinem Unternehmen keinen großen Reichtum erlangen. Zu seinen Schülern zählte Gaetano Antoniazzi.
Enrico Ceruti und generell die Ceruti-Dynastie knüpfte an die Traditionen von Storioni und Bergonzi an und stellt ein direktes Bindeglied zu den italienischen Geigenbauern des 20. Jahrhunderts dar. Enrico Ceruti starb 1883 in Cremona.